# NGC 3552
NGC 3552 is een elliptisch sterrenstelsel in het sterrenbeeld Grote Beer. Het hemelobject werd op 11 april 1785 ontdekt door de Duits-Britse astronoom William Herschel.

## Synoniemen
- MCG 5-27-3
- ZWG 155.85
- ZWG 156.6
- DRCG 23-33
- PGC 33932